# Лузевера
Лузѐвера (на италиански: Lusevera; на словенски: Bardo, Бардо, на фриулски: Lusevare, Лузеваре) е село и община в Северна Италия, провинция Удине, автономен регион Фриули-Венеция Джулия. Разположено е на 504 m надморска височина. Населението на общината е 712 души (към 2010 г.).
Официални общински езици са словенският и италианският.